# Carl Laurbecchius
Carl Laurbecchius, född 1677 i Åbo, död 5 september 1723 i Skeda socken, var en svensk präst.

## Biografi
Laurbecchius föddes 1677 i Åbo. Han var son till biskopen i Viborg Petrus Laurbecchius och Maria Pratanus. Laurbecchius blev 1691 student vid Åbo akademi. Han blev 14 december 1703 magister. År 1704 blev Laurbecchius lektor i latin i Viborg. År 1710 flydde han till Sverige på grund av ryssarna. Laurbecchius blev 1714 kyrkoherde i Skeda församling och andre teologie lektor i Linköping. År 1721 blev han förste teologie lektor. Laurbecchius avled 1723 i Skeda socken.
År 1721 var han preses vid prästmötet.

### Familj
Laurbecchius gifte sig med Margareta Elisabeth Flachsenius (1685-1763). Hon var dotter till domprosten i Åbo Jakob Flachsenius och Susanna Meisner. De fick tillsammans barnen Per Johan (död 1743), Maria Elisabeth (1713-1716), Hedvig och Carl.